# VoLTE
VoLTE (anglicky Voice over LTE, česky hlas přes LTE) je technologie umožňující přenášet hlasové hovory přímo přes sítě Long Term Evolution (LTE). K přenosu se využívá infrastruktura IMS (IP Multimedia Subsystem) se zvláštními profily pro řídicí a mediální rovinu hlasové služby v LTE definované v dokumentu GSMA IR.92.
Cílem je přenášet hlasové služby jako datové toky v síti LTE bez závislosti na starších sítích s přepojováním okruhů (tzv. CS-fallback, který jinak používají LTE telefony pro uskutečnění hovoru). VoLTE lépe využívá kapacitu pásma, protože hlavičky VoLTE paketů jsou menší než u VoIP/LTE, a má až trojnásobnou kapacitu pro přenos hlasu a dat v porovnání s 3G UMTS a až šestinásobnou kapacitu v porovnání s 2G GSM.

## Nasazení
První služby VoLTE byly spouštěny v Jižní Koreji a ve Spojených státech v roce 2012; první komerční „plnohodnotnou“ VoLTE služba na světě spustila firma SingTel v Singapuru 31. května 2014, zpočátku pouze pro telefony Samsung Galaxy Note 3. V červnu 2014 předvedla firma KT první roamingové spojení používající VoLTE. Na konci září 2014 byly služby VoLTE dostupné v sítích nejméně 14 operátorů v Hongkongu, Japonsku, Jižní Koreji, Singapuru, a ve Spojených státech.
V České republice začal VoLTE testovat T-Mobile v říjnu roku 2014, komerční provoz zahájil v květnu 2015. Plné pokrytí touto službou předpokládá do konce roku 2021. V roce 2016 umožňovali čeští operátoři používat VoLTE pouze v rámci své sítě a jen u některých telefonů, které navíc musely pocházet z jejich vlastního prodeje. Postupně, převážně v roce 2017, začali operátoři podporovat i některé telefony zakoupeny mimo jejich vlastní síť.

## Zařízení podporující VoLTE
Top modely mobilních telefonů podporují VoLTE od roku 2012 (Samsung Galaxy S III LTE), případně později (iPhone 6 z roku 2014).

## Kvalita hlasu
Pro zajištění kompatibility vyžaduje 3GPP alespoň (úzkopásmový) kodek AMR-NB, ale doporučeným řečovým kodekem pro VoLTE je AMR-WB (Adaptive Multi-Rate Wideband) známý také jako HD Voice. V 3GPP sítích, které podporují 16 kHz vzorkování, je tento kodek povinný.
Fraunhoferův institut navrhl a předvedl implementaci kodeku AAC-ELD (Advanced Audio Coding-Enhanced Low Delay) nazývanou „Full-HD Voice“ pro mobilní telefony LTE. Zatímco dosavadní hlasové kodeky pro mobilní telefony podporovaly přenos zvukových kmitočtů do 3,5 kHz, případně do 7 kHz (u nově zaváděné širokopásmové audioslužby označované jako HD Voice), Full-HD Voice přenáší celé slyšitelné pásmo 20 Hz na 20 kHz. Aby však bylo možné uskutečnit hlasové spojení mezi dvěma účastníky, musí tento kodek podporovat oba mobilní telefony i síť.